# 行商専用列車
行商専用列車（ぎょうしょうせんようれっしゃ）は、行商のための団体専用列車である。

## 成り立ち
行商人を専用に輸送する列車は関東大震災以前はあまり見られなかったが、同震災により物資が都内で不足したことを機に、千葉県から東京都への一般農家による野菜や餅などの行商が始まり、後にその固定した需要から専用列車として京成電鉄の野菜行商専用列車、通称「なっぱ電車」が走り始めた。京成では正式には「嵩高荷物専用車」と称する。ただし、その対象は「京成行商組合」の加入者で、定期手回り品切符を発行の上で利用している。
1935年（昭和10年）頃には、常磐線の列車にも野菜を中心に扱う行商人が1日500人程度利用するようになり、大きな荷物が一般客の乗車の障害になり始めた。このため同年12月1日から上野駅着7:28、8時4分、8時30分の3本の列車に限り、行商隊専用客車を2両増結するようになった。
これら農産物や食品の行商人は背に商品となる野菜などを担いでいたことから「カツギ屋」とも呼ばれ、京成のみならず国鉄でも見られ、前述の常磐線（おおよそ勝田駅以南）のほか成田線にも同様の専用車（出荷組合員指定車）が存在していたこともある。そのため、2019年12月時点でも湖北駅-下総松崎駅間のホームには、旧行商組合が設置したとされる行商人専用の荷物置き台(いわゆる行商台)が現存しており、湖北駅の｢担ぎ台｣は博物館などでも保存している。また常磐線でも2021年11月までは土浦駅のホームに行商台が現存していた。

## 現状
私鉄で運行されていた行商専用列車は、地方私鉄の相次ぐ廃線や合理化に伴い縮小の一途を辿り、京成の「なっぱ列車」も次第に縮小され、1982年2月14日から行商専用列車に代わり、京成上野行・西馬込行（専用車扱いは押上駅まで）各1本最後尾1両だけの専用車扱いで運行され、以降は「行商専用車」と称された。その車両は若干窓を開けてそこに板を吊り下げる形でその旨を示し、後期にはステッカーを貼り付けていた。
行商人の利用の減少と車内の混雑対策もあり、1998年10月1日より押上方面行の専用車設定は無くなり、以降は上野方面のみの設定となり、2013年3月29日の運行を以て廃止された。廃止直前に行商車両が設定されていた当該列車は、普通（列車番号 第732列車）芝山千代田発（7時46分発）京成上野行（9時52分着）で、平日のみの設定だった。この列車が到着する駅のホームでは、｢当駅○時○○発（平日）普通上野行の最後部一両は 行商専用車です｣との但し書きがあった（○の中には、その駅の発車時間を表す算用数字が入る）。また、行商組合が休みの場合は、専用車は中止された。
2020年3月13日、近畿日本鉄道が運行する鮮魚列車の廃止を最後に、行商人しか乗ることが出来ない貸し切り列車は姿を消し、翌週16日以降は平日のみ急行列車に専用車両を連結する形で運行した。
しかし、環境負荷の軽減や鉄道事業の収入減の補填、さらにトラック運転手の時間外労働の上限規制に伴い運転士不足を起因する、いわゆる「2024年問題」から、これに影響を及ぼす物流危機への対策として、かつての「行商専用列車」のような形態ではないものの、鉄道運行の定時性を利用した貨客混載へ取り組む動きも起こりつつある。
2021年3月から、東武鉄道では東上線の車内で野菜の輸送の実証実験を開始し、同年6月にも再び実証実験がされた。ほぼ同時期には西武鉄道や京浜急行電鉄、東日本旅客鉄道、西日本旅客鉄道などでも試験目的を含めて実施例が出ている。特に後2社は北陸新幹線でも農産物および鮮魚輸送を行うようになった。ただし、行商人の乗車はない。

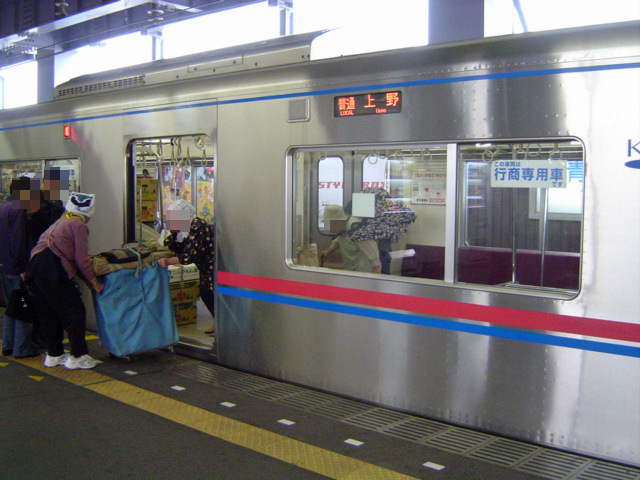
行商専用車で荷物の積み下ろしをする人々
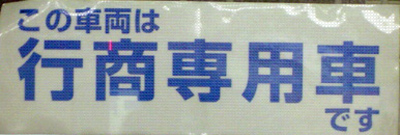
行商専用車の窓に運行時のみ貼付されたステッカー
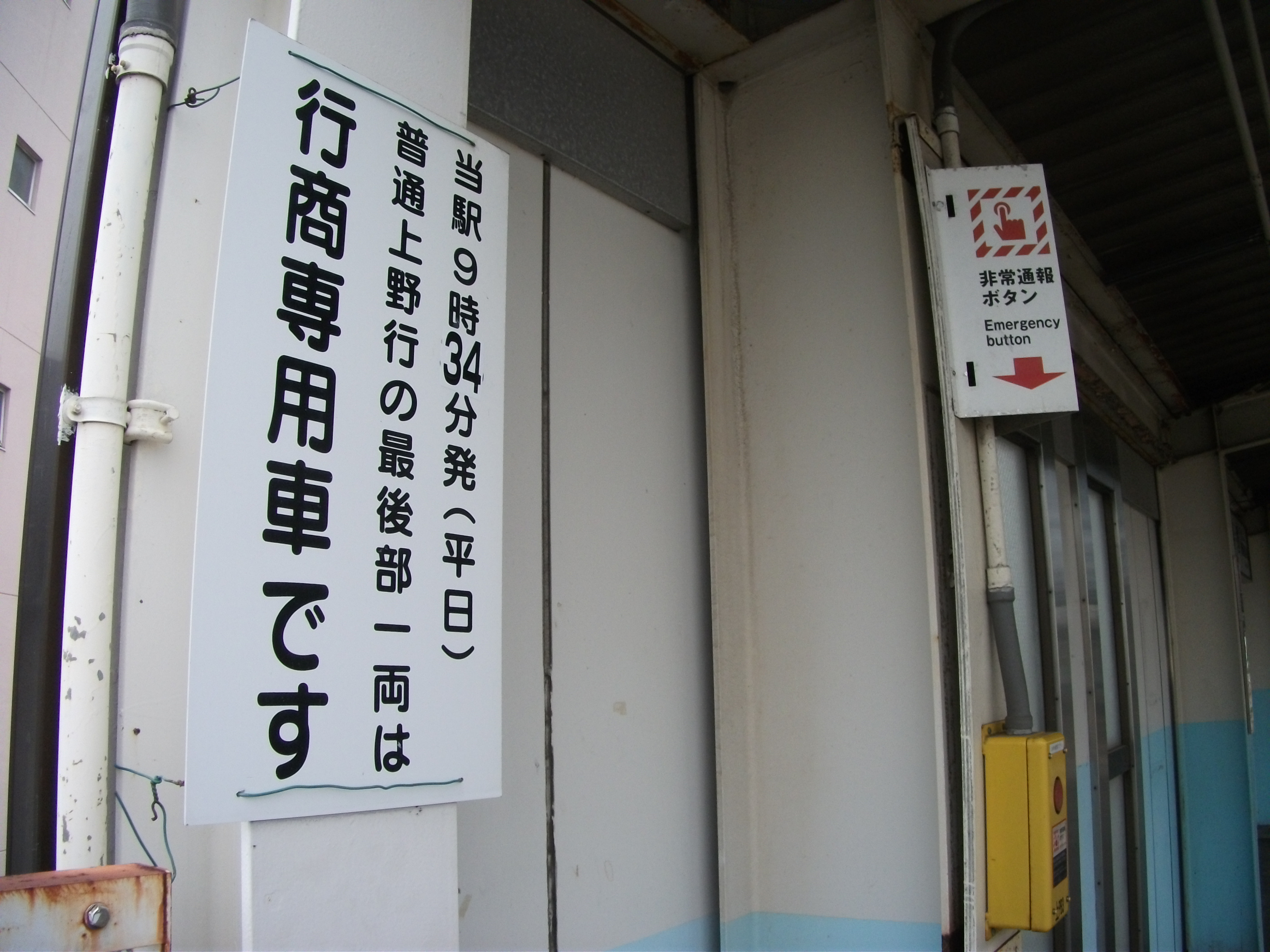
行商専用車を連結する列車と位置を案内するホーム上の掲示板（京成関屋駅）

## その他
地方私鉄では気動車の端に「鮮魚台」と呼ばれるカゴを設置して、乗客とともに鮮魚を輸送していた。
東京都電車では、第二次世界大戦前後のガソリン統制の折、早朝に築地始発の魚屋さん専用電車を出していた。戦後、専用電車は廃止されたが、朝方に築地を通る電車には魚を仕入れたブローカーが大量に乗車する状態が続き、臭気などから苦情が出るなど実質的な専用列車の状態となっていた。